# Аксентьево (Западнодвинский район)
Аксентьево — деревня в Западнодвинском районе Тверской области России. Входит в состав Ильинского сельского поселения.

## География
Деревня расположена в южной части района. К юго-западной части Аксентьево примыкает деревня Великая Нива.
Расстояния (по автодорогам):
- До районного центра, города Западная Двина — 66 км
- До центра сельского поселения, посёлка Ильино — 16 км

## История
Деревня впервые упоминается под названием Аксентьева на топографической карте Фёдора Шуберта, изданной в 1865 году. 
На карте РККА, изданной в 1941 году обозначена деревня Аксентьева. Имела 40 дворов. 
В 1995 — 2005 годах деревня являлась центром упразднённого в настоящее время Аксентьевского сельского округа. по состоянию на 1997 год в деревне имелось 51 хозяйство и проживал 121 человек. В Аксентьево находилась администрация сельского округа, центральная усадьба колхоза «Мир», неполная средняя школа, детский сад, медпункт, дом культуры, библиотека, хлебопекарня.

## Население
| 2010 |
| ---- |
| 40   |

В 2002 году население деревни составляло 93 человека (население всего Аксентьевского сельского округа — 310 человек).
Национальный состав
Согласно результатам переписи 2002 года, в национальной структуре населения русские составляли 99 % от жителей.